# Mason Remey
Charles Mason Remey, född 15 maj 1874 i Burlington, Iowa, död 4 februari 1974 i Florens, Italien, var arkitekt och dessutom en framstående och, i slutet av sitt liv, kontroversiell amerikansk bahá'í. Som student i Paris konverterade till den nya religionen 1899, och gick helt upp i arbetet med att sprida information om den unga tron i ett stort antal länder. Han ska personligen ha blivit en nära vän till 'Abdu'l-Bahá (1844 – 1921), det dåvarande överhuvudet för bahá'í-tron  som prisade Mason Remey i flera artiklar, de flesta införda i tidningen Star of The West –  "O thou illumined youth and my spiritual beloved!”; "O my dear son!"; "O thou enlightened beloved son!" 'Abdu'l-Bahá titulerade till och med Mason Remey som "Förbundets härold", vilket kan te sig anmärkningsvärt eftersom han år 1960 förklarades som förbundsbrytare av den särskilda grupp av högt skattade bahá'íer som kallades Guds saks händer (och som han sedan 1951 själv varit medlem i) och uteslöts ur Internationella bahá'í-samfundet.

## Turbulensen kring Beskyddarinstitutionen
Bahá'í-trons grundare Bahá'u'lláh (1817 – 1892) ansåg att när den nya tron vuxit sig starkare skulle ett Internationella rättvisans hus grundas. Detta skulle ledas av nio män, valda av representanter för alla Nationella rättvisans hus. Dessa organ kom sedan att kallas Universella rättvisans hus och Nationella andliga råd. Men förutom detta valda organ skulle en manlig ättling till Bahá'u'lláh i generation efter generation utses av sin företrädare. Bahá'u'lláh gjorde därför sin äldste son 'Abdu'l-Bahá till Förbundets centrum. De som hade erkänt Bahá'u'lláh och dennes uppenbarelse måste också erkänna och lyda 'Abdu'l-Bahá, som ensam hade rätten att tolka och förklara Bahá'u'lláhs många skrifter och dessutom rätt att stifta religiösa lagar för att fylla igen luckor på områden som Bahá'u'lláh inte hade behandlat i sina böcker. 'Abdu'l-Bahá instiftade i sin tur institutionen Beskyddarskapet, och kallade sin dotterson Shoghi Effendi (1897 – 1957) till sin efterträdare och nytt centrum för förbundet. Syftet med "beskyddare av Guds sak" var att säkerställa enheten och motverka splittringstendenser inom bahá'í-tron.
| ” | Bahá'u'lláhs världsordning skulle, om den vore skild från Beskyddarskapet, vara stympad och permanent berövad den arvsprincip vilken, såsom 'Abdu'l-Bahá har skrivit, alltid har upprätthållits av Guds lag (...) Utan en sådan institution skulle Trons sammanhållning komma i fara och hela strukturens stabilitet allvarligt äventyras..." . | „ |

Shoghi Effendi (1897 – 1957) utsåg Mason Remey till Sakens hand 1951 och dessutom till ordförande i det första internationella bahá'í-rådslaget 1951 – förstadiet eller "embryot" till ett Universella rättvisans hus. Mason Remey var därmed inofficiellt nummer två i rang bland världens bahá'íer. Mason Remey var dessutom arkitekt bakom bahá'í-templen (tillbedjans hus) i Kampala i Uganda och i Sydney i Australien. Bahá'í-trons Beskyddare Shoghi Effendi godkände även hans förslag till utformning av det ännu obebyggda tillbedjans hus i trons världscentrum i Haifa, Israel. 
Den 4 november 1957 avled Effendi oväntat i en hjärtinfarkt, utan att ha fått några egna barn, och Beskyddaren hade heller inga släktingar som härstammade från bahá'í-trons grundare Bahá'u'lláh som kunde ta över som Beskyddare eftersom nästan alla av dessa, inklusive Effendis föräldrar, syskon och kusiner, tvingats utträda ur Internationella bahá'í-samfundet efter att ha förklarats vara förbundsbrytare av Effendi själv eller av dennes morfar 'Abdu'l-Bahá. Några år senare fick emellertid Charles Mason Remey för sig att han var Shoghi Effendis efterträdare, eftersom bahá'í-tron måste ha både ett valt högsta organ och en utsedd Beskyddare enligt såväl Effendi och dennes företrädare 'Abdu'l-Bahá i sitt testamente.,
Det hela slutade med att han och ett fåtal anhängare uteslöts ur Internationella bahá'í-samfundet i juli år 1960 eftersom majoriteten ville bevara enheten och motverka splittring till varje pris.
Åtgärden lyckade så till vida att 100 procent Internationella bahá'í-samfundet fortfarande är den enda riktningen inom bahá'í-tron.
Det finns några ytterst små bahá'í-grupper utanför huvudriktningen, Internationella bahá'í-samfundet, som organiserar 99,98 procent av alla registrerade bahá'í-troende i världen. Det finns dessutom ett okänt antal som kallar sig fristående bahá'íer (människor som efter självstudier eller undervisning blivit och betecknar sig själva som bahá'í-troende, men som av olika skäl aldrig sökt medlemskap i något lokalt eller regionalt bahá'í-samfund).

## Uppväxt
Charles Mason Remey kom från en familj av ledare. Född i Burlington, Iowa, den 15 maj 1874, var Mason äldst av sex barn till konteramiral George Collier Remey och Maria Josephine Mason, dotter till Charles Mason, den första chefsdomaren för delstaten Iowas Högsta domstol. Hans morbror var guvernör i delstaten och senare senator för Iowa i Washington DC. Remeys föräldrar tillhörde Amerikanska episkopalkyrkan, som är den största anglikanska kyrkan utanför Storbritannien. Släkten var en av de äldsta europeiska i Nordamerika: hans hugenott-förfäder på sidan Remey hade kommit till Virginia från Frankrike 1654.
Charles Mason Remey var äldst av sex barn. Han växte upp i Washington DC, och studerade vid Cornell University 1893-1896 men han slutförde inte sin examen som planerat 1897 (han belönades dock genom att utnämnas till hedersdoktor vid universitetet 50 år senare). En lärobok i jämförande religion och en kurs om buddhismen vid väckte Charles Mason Remeys intresse för andlighet. Driven av en längtan efter att vidga sina vyer flyttade i stället Mason Remey till Paris 1896, där han studerade arkitektur vid Sorbonne och vid École des Beaux-Arts mellan 1896 och 1903. Den kosmopolitiska atmosfären i Paris breddade gradvis hans mottaglighet för främmande religioner och han orienterade sig bort från sin barndoms episkopalism.

## Mason Remey som bahá'í
Det var Paris Mason Remey först fick kännedom om bahá'í-tron.
Bland de arkitektstudenter Remey lärde känna fanns Randolph Bolles, som med sin mor bodde i Phoebe Hearsts stora lägenhet i Paris. Bolles syster May och väninnan Phoebe Hearst hade hösten 1898 rest till Akko (hebr. & arabiska), (även Acre, Acco och Accho) i Osmanska rikets Palestina (dit bahá'í-trons grundare Bahá'u'lláh och hans son 'Abdu'l-Bahá förts 1868 för att placeras i det stora fängelse som fanns på den udde som sticker ut i Medelhavet), och där konverterat till den unga bahá'í-tron. I Paris undervisade May Bolles Mason Remey om bahá'í-tron under hösten 1899 och på morgonen den 31 december 1899 accepterade han den, och blev därmed den tredje bahá'íen i Paris. Några månader senare, i april 1900, kom den iranska bahá'í-läraren "Abdu'l-Karim-i-Ihrání till Paris för att ge nya bahá'íer en fördjupad kunskap om tron. En annan lärare i bahá'í, Mirza Abu'l-Fal besökte Paris under våren och försommaren 1901. De flesta av de iranska lärarna passerade Paris på vägen till USA, där de också skulle undervisa om den nya religionen. Dessutom passerade de flesta amerikanska bahá'íer Paris på vägen hem. Paris blev därmed Europas största kunskapskälla för den som ville bekanta sig med bahá'í-tron. Mason Remey själv gjorde sin första pilgrimsfärd till Akko och Haifa i februari 1901, och där träffade han `Abdu'l-Bahá. Charles Mason Remey gjorde nya resor till 'Abdu'l-Bahá i Palestina 1907, 1908, 1909, 1914 och 1921.

### Vänskapen med 'Abdu'l-Bahá
Som nära vän till 'Abdu'l-Bahá fick Charles Mason Remey många brev från honom, och dessa brev ingår numera i den samlade bahá'í-litteraturen. Som utbildad arkitekt fick Charles Mason Remey i uppdrag av 'Abdu'l-Bahá att rita kontinenterna Australiens och Afrikas Tillbedjans hus. Inom bahá'í-tron tänker man sig ett tempel i varje stad i framtiden, men så länge tron är ung och saknar medel är målet ett Tillbedjans hus för varje kontinent. Templen, som är öppna för alla människor, stod klara 1961 i Sydney respektive Kampala. På begäran av Shoghi Effendi hjorde Mason Remey även gjort ritningar till ett Tillbedjans hus i Haifa, där trons centrum med bl.a. Universella rättvisans hus, Bábs gravmonument med 19 terrasser, 'Abdu'l-Bahás grav och Trons bibliotek med forskningsutrymmen finns. Inget av det Mason Remey ritade för Haifa har emellertid byggts.

### Arbetet som engagerad stödperson
Under hösten 1903 Remey återvände till Washington, DC, där han hade sitt huvudsakliga högkvarter fram till 1950-talet. Eftersom han var rik kunde han resa mycket under den tid `Abdu'l-Bahá var ledare för att sprida budskapet om den nya tron. Mason Remey var tillsammans med sin följeslagare, Howard Struven, de första bahá'íerna som reste ett helt varv runt jorden som s.k. pionjärer för att undervisa om Bahá'u'lláhs uppenbarelse och religiösa lära, och om den kommande nya världsordning som skulle bli resultatet av.
Charles Mason Remey var även en flitig författare i trons tjänst. `Abdu'l-Bahá – The Center of the Covenant (1912), fem volymer A Comprehensive History of the Bahá'í Movement (1927), The Bahá'í Revelation and Reconstruction (1919), Constructive Principles of The Bahá'í Movement (1917), och The Bahá'í Movement: A Series of Nineteen Papers (1912), är några av böckerna och pamfletterna, som var bland de första om bahá'í-tron som publicerades på engelska.
Under sina resor över hela USA, åren 1906-1911, arbetade Mason Remey med att stödja och utveckla bahá'í-organisationen på lokal nivå, dvs genom att få troende att inrätta Lokala andliga råd och lära dem hur de skulle arbeta. Han hade dessutom en ledande roll i det persiska-amerikanska organet Educational Association, en organisation som hjälpte iranska bahá'íer att utveckla skolor och kliniker. Hans lojalitet och lydnad till `Abdu'l-Bahá fick en grupp framstående amerikanska bahá'íer att 1918 utnämna honom och tre andra till en "undersökningskommission" som skulle undersöka om det eventuellt fanns förbundsbrytare i Chicago.
Mitt under Första världskriget korsade Mason Remey och George Latimer de militära linjerna för att undervisa både tyskar och engelsmän och fransmän om bahá'í och vägen till världsfred. Hans fortsatta undervisningsresor 1919, 1943 och 1944 gick till den amerikanska Södern, 1945 till New England i nordöstra USA, 1945-46 till Latinamerika, 1946, till Mellanvästern, 1947, till Sydstaterna igen samt till Europa och Latinamerika, 1948 till det besegrade Tyskland, Österrike, Italien samt till England, och 1949 till ytterligare olika platser i Europa.

### Karriären som arkitekt

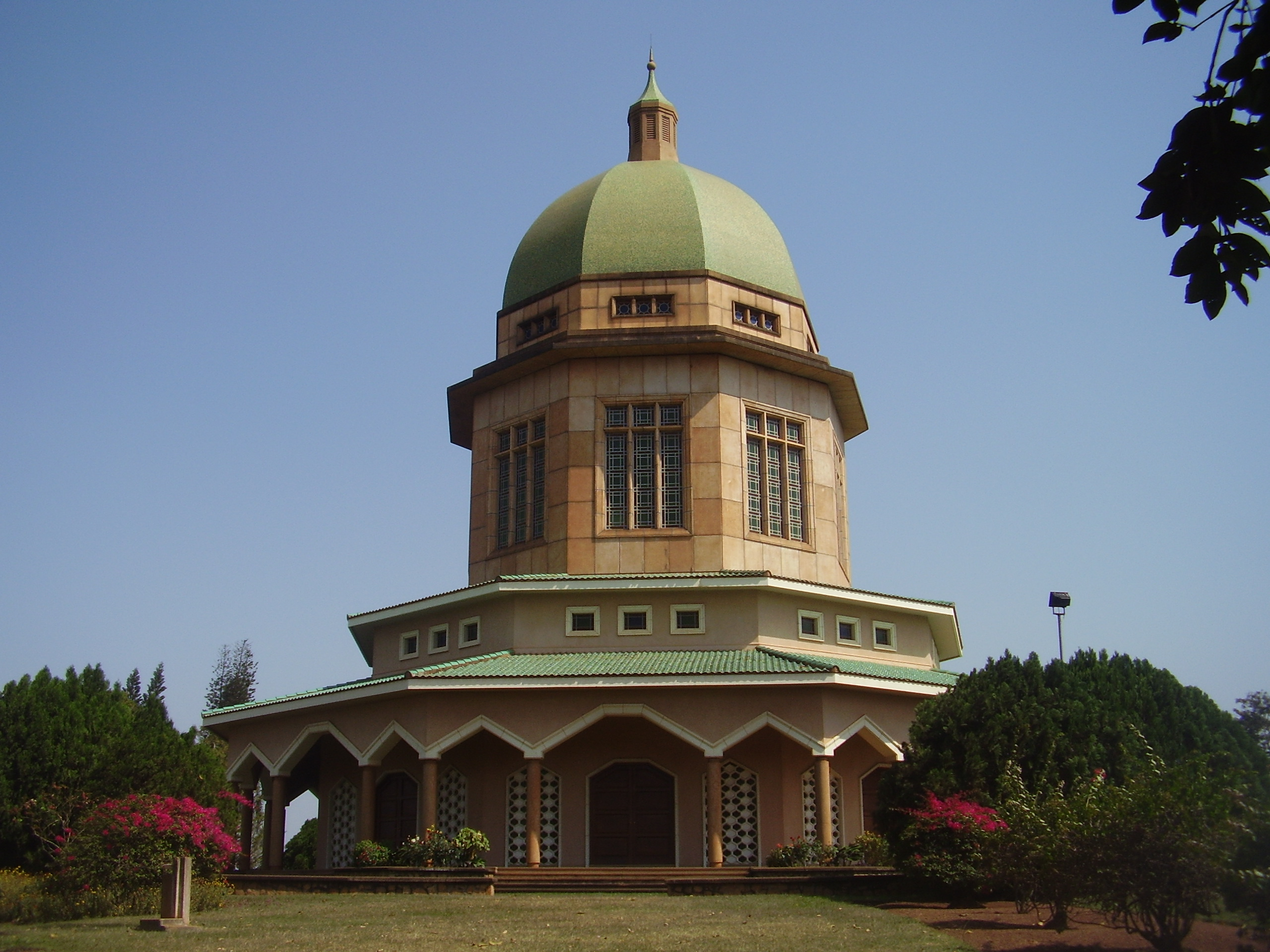
Charles Mason Remey var arkitekt till yrket och designade bland annat Tillbedjans hus (bahá'í-templet) i Ugandas huvudstad Kampala.

Som utbildad arkitekt fick Charles Mason Remey i uppdrag av 'Abdu'l-Bahá att rita kontinenterna Australiens och Afrikas Tillbedjans hus. Inom bahá'í-tron tänker man sig ett tempel i varje stad i framtiden, men så länge tron är ung och saknar medel är målet ett Tillbedjans hus för varje kontinent. Templen, som är öppna för alla människor, stod klara 1961 i Sydney respektive Kampala. På begäran av Shoghi Effendi hjorde Mason Remey även gjort ritningar till ett Tillbedjans hus i Haifa, där trons centrum med bl.a. Universella rättvisans hus, Bábs gravmonument med 19 terrasser, 'Abdu'l-Bahás grav och Trons bibliotek med forskningsutrymmen finns. Inget av det Mason Remey ritade för Haifa har emellertid byggts.

### Giftermål
En ung bahá'í-troende kvinna – Juliet Thompson – uppger i sin dagbok att 'Abdu'l-Bahá år 1909 föreslog att hon skulle gifta sig med Mason Remey. 'Abdu'l-Bahá sade, enligt Thompson, att Mason Remey var mycket kär för honom, hans riktiga son, och att han även älskade henne mycket. 'Abdu'l-Bahá ansåg därför att de båda skulle passa mycket bra ihop och att han därför gärna ville se en äktenskaplig förening mellan dessa två rena själar., År 1932 gifte Charles Mason Remey sig i stället med Gertrud Heim Klemm, som emellertid tog sitt liv året därpå.
År 1950 flyttade Mason Remey flyttade från Washington DC till Haifa i Israel, på begäran av bahá'í-trons Beskyddare Shoghi Effendi. I januari 1951 tog Shoghi Effendi beslutet att ett organ kallat Internationella Bahá'í-rådet (IBC) skulle tillskapas. IBC skulle företräda hela bahá'í-tron och samtliga troende, och rådet var tänkt att fungera som en föregångare till det Universella rättvisans hus som enligt Bahá'u'lláh och 'Abdu'l-Bahá skulle bli trons högsta beslutande organ i samverkan med Beskyddaren. Mason Remey utsågs till ordförande i rådet och Amelia Collins till vice ordförande. I december utsåg Shoghi Effendi dessutom Mason Remey till Sakens hand (dvs till medlem i den speciella stödgruppen Guds saks händer).

## Beskyddarstriden

### Grundsatsen om tvillingpelarna
När Shoghi Effendi avled 1957 fanns det ännu inget Universella rättvisans hus som kunde leda det internationella bahá'í-samfundet. De blev den av 'Abdu'l-Bahá och Shoghi Effendi utnämnda gruppen Guds saks händer som tog ledningen, med målsättningen att ett Universella rättvisans hus skulle väljas och installeras 1963, 100 år efter grundaren Bahá'u'lláhs proklamation i Bagdad.  När Mason Remey efter Shoghi Effendis död 1957 år 1960 gjorde anspråk på att vara näste Guds saks beskyddare i ordningen, menade han att beskyddarskapet var en bahá'í-institution som enligt 'Abdu'l-Bahá och Shoghi Effendi måste finnas jämsides med ett internationellt rättvisans hus. Att ett Universella rättvisans hus, valt av representanter för de nationella husen, och en Beskyddare, utsedd av sin företrädare, skulle leda bahá'íerna samt planera och vidta åtgärder inför och under övergången till Bahá'u'lláhs världsordning var även något självklart för alla bahá'í-troende. Detta system gick under namnet Tvillingpelarna.
En annan västerlänning och bahá'í-troende författare som tillbringade mycket tid med 'Abdu'l-Bahá för att samla material till sin bok Bahá'u'lláh and The New Era (Bahá'u'lláh och den nya tidsåldern), som fortfarande tillhör de populäraste introduktionsböckerna till tron, var skotten John Ebenezer Esslemont (1874-1925). Han tillbringade bl.a. två månader i slutet av 1919 med 'Abdu'l-Bahá enbart för att diskutera och få synpunkter på de kapitel han skrivit. Han skickade sedan det färdiga manuskriptet till 'Abdu'l-Bahá 1920. Olyckligtvis hann den hårt arbetande 'Abdu'l-Bahá bara korrigera tre kapitel av det översatta manuskriptet till Bahá'u'lláh and The New Era innan sin död 1921. År 1922 gjorde Shoghi Effendi ytterligare några korrigeringar innan boken trycktes och släpptes i Storbritannien 1923 och i USA 1924. Boken har redigerats om inför varje ny utgivning, men i 1976 års svenska upplaga finns fortfarande den passage där Esslemont citerar 'Abdu'l-Bahás stadgar om att Beskyddaren ska vara Universella rättvisans hus andlige ledare:  
| ” | Med detta hus avses Universella Rättvisans Hus, det vill säga, i alla länder skall ett sekundärt rättvisans hus grundas¹ och dessa sekundära rättvisans hus skall välja det universella. Till detta hus skall allt av vikt hänskjutas. Det beslutar om alla förordningar och stadganden, som inte uttryckligen angivits i den Heligaste boken.² Av detta organ måste alla svåra problem lösas och Guds saks beskyddare är dess andlige ledare och en framstående medlem av detta organ på livstid. Skulle han inte personligen deltaga i dess överläggningar, måste han förordna en representant för sig.... ¹) Med sekundära rättvisans hus menas de som idag kallas Nationella andliga råd.; ²) Kitáb-i-Aqdas, en lagbok som färdigställdes av Bahá'u'lláh 1873. | „ |

### Exkommunikationen
Mason Remeys hävdade att hans ordförandeskap i IBC i kombination med att 'Abdu'l-Bahá i anden hade adopterat honom och kallat honom för "son" var bevis för att han var menad att tillträda beskyddarinstitutionen. Han krävde dessutom att den särskilda grupp bland Sakens händer som förberedde tillkomsten av Universella rättvisans hus 1963 omedelbart skulle avbryta arbetet. Som han såg det var det Beskyddaren (med hjälp av övriga medlemmar av det IBC som Effendi tillsatt) som skulle sköta förberedelserna och sedan kalla till val av historiens första Universella rättvisans hus. Det var den lagliga avslutningen på Effendis tioårsplan. Han befallde såväl alla enskilda bahá'íer som alla nationella och lokala bahá'í-råd att omedelbart sluta ge sitt stöd till Sakens händer. De som fortsatte med detta skulle han som trons Beskyddare förklara som förbundsbrytare och stänga av från bahá'í-tron. Sakens händer kontrade omedelbart med att det var Mason Remey som var förbundsbrytare.,
Den gamle Mason Remey, som var född 23 år innan Shoghi Effendi och redan börjat trappa ned på sin verksamhet, hade kanske kunnat hanteras. Situationen blev dock allvarlig när några andra ledande bahá'íer – i främst Europa och USA, bland dem John Carré, Donald Harvey, Joel Marangella, Reginald King och Leland Jensen – beslutade sig för att stödja Mason Remeys anspråk. Det hela slutade med att Sakens händer tvingades förklara Remey och de andra som förbundsbrytare   och utesluta dem från tron.
Mason Remey fick inget större gehör för sina anspråk av den internationella bahá'í-familjen. Endast ett nationellt andligt råd – det franska – stödde honom, i övrigt handlade det bara om enskilda bahá'íer i några länder. Charles Mason Remeys höga ålder och sviktande hälsa hindrade honom dessutom från att organisera sina anhängare.

### Bahá'íer under beskyddarskap
Omkring 1961 erhöll Joel Marangella – en medlem av det franska Nationella andliga råd som exkommunicerats och ersatts av Guds saks händer –  ett brev från Mason Remey med instruktioner till Marangella att, när tiden var inne – informera bahá'í-världen att Marangella var Remeys efterträdare som trons Beskyddare, dvs den tredje i raden. Remeys amerikanska anhängare publicerade i början och mitten av 1960-talet ett nyhetsbrev med titeln "Glad Tidings". I oktobernumret 1964 kallade Mason Remey till ""Andra internationalens bahá'í-rådet" med Joel Marangella som ordförande. Vid denna tidpunkt började den nästan 90-årige Charles Mason Remey att tro på en nära förestående världsundergång, och han beordrade därför Internationella bahá'í-rådet skulle se till att det alltid fanns en överlevande som kunde ta över ledningen av tron och skyddandet av Guds sak.
Mason Remey beordrade även sina anhängare i USA och Pakistan att välja Nationella andliga råd (de som fanns tillhörde den överväldigande majoriteten som lydde under Sakens händers speciella styrgrupp i Haifa (Bahá'í-trons väktare), vilket de gjorde 1963. År 1966 upplöste dock Mason Remey dessa. Den amerikanska gruppen av Remey-anhängare förlorade för övrigt en rättegång om rätten till de amerikanska bahá'íernas egendomar och dessutom förbjöd domstolen Remey-gruppen att använda "bahá'í" som varumärke. Charles Mason Remey fortsatta kungörelser kom alltmer att handla om den kommande undergången för den varande världsordningen. Gradvis blev han dessutom alltmer kritisk till Shoghi Effendis tolkningar av Bahá'u'lláhs och 'Abdu'l-Bahás skrifter, vilket inte gillades av den lilla gruppen Remey-bahá'íer.
I början av 1960-talet hade Remey flyttat till Italien. Han övertalade sin italienska vän, Joseph Pepe, att leva med honom som en kamrat, personlig assistent och sekreterare. År 1963 adopterade Mason Remey Pepe som sin son, gav honom fullmakt över alla sina angelägenheter, och gjorde honom till sin finansiella och materiella arvinge. Mason Remeys nära släktskap med Pepe väckte oro bland hans anhängare. Tveksamheten växte bland anhängarna på grund av Mason Remeys isolering och hans beroende av Pepe. Denna misstro bidrog så småningom till främlingskap bland vissa, inklusive Marangella. I slutet av 1960-talet förklarade Charles Mason Remey att Shoghi Effendi gjort "misstag" under sin administration. Anklagelserna började spridas om att Remey var dement, eller att han på ett otillbörligt sätt påverkades av Pepe.
Framstående bahaier under Remey började nu att kämpa sinsemellan om framtida positioner. Remey skrev till sina anhängare vid flera tillfällen och uppmanade dem att uppträda som bahá'íer och upphöra med stridigheterna. Den 18 februari 1966 skrev Mason Remey ett brev till Marangella (som publicerades i maj 1966 "Glad Tidings"). Remey skrev att "Det är dags för alla tävlingar mellan vänner under Beskyddaren att sluta . Mason Remey skrev även att Marangella nu kunde ta över alla angelägenheter rörande tron och att hantera dessa som ordförande för det andra internationella bahá'í-råd som Mason Remey hade inrättat.
Den 23 maj 1967 utsåg emellertid Mason Remey plötsligt Donald A. Harvey i Frankrike till att bli hans efterträdare. Remey hand skrev utnämningen: "I det mest heliga namnet El Baha utnämner jag, den andra Beskyddaren av bahå'i-tron, härmed Donald Harvey att vid min död bli min efterträdare som den tredje väktare av tron. Mason Remey den 23 maj 1967, Florens". I slutet av 1960-talet övergav slutligen de flesta anhängarna den nu demente Charles Mason Remey. Många accepterade Joel Marangellas tillkännagivande att han var den nye Beskyddaren, trots Mason Remey fortfarande levde.
Den 4 februari 1974, dog Mason Remey vid en ålder av 99 år. År 1961 hade Remey skickat ett brev till Joel Marangella, en av hans anhängare, i ett förseglat kuvert som skulle öppnas när Marangella kände att tiden var inne. I brevet deklarerade Mason Remey att han utsåg Marangella den tredje Beskyddaren, men Mason Remey hade uppenbarligen glömt bort detta brev. År 1967 utnämndes emellertid Donald Harvey till efterträdare i stället, och Marangella hävdade då att Mason Remey inte längre visste vad han gjorde på grund av långt framskriden senilitet. Efter interna strider under 1970-talet dog de små grupperna av tvistande Remey-efterföljare i princip ut.